# Friedrich Fischer (Philosoph)

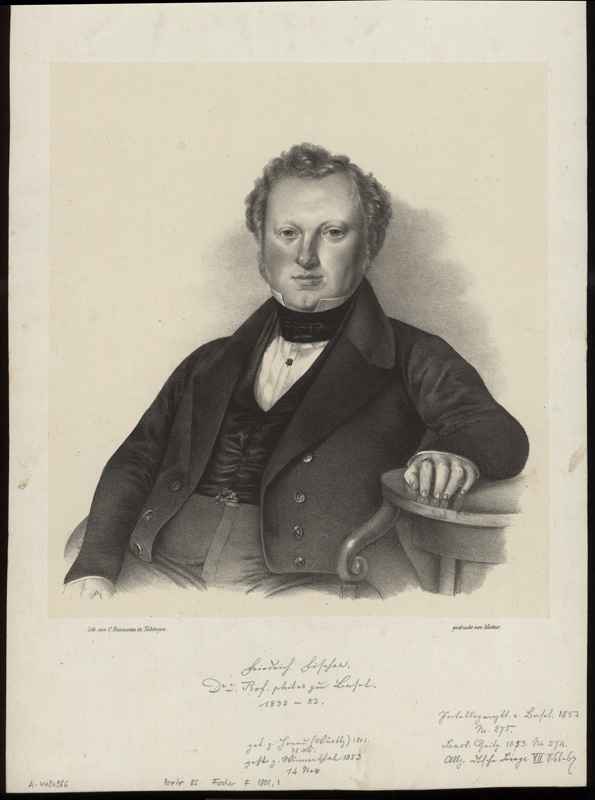
Friedrich Fischer

Friedrich Fischer (* 31. Dezember 1801 in Honau; † 14. November 1853 in Winnenden) war ein deutscher Philosoph.
Sein Vater war Pfarrer. Nach Beendigung der theologischen Seminare zu Schönthal und Tübingen arbeitete Friedrich Fischer ein Jahr lang in der Pfarrei seines Vaters als Vikar mit. 1828 wurde er am Tübinger Stift mit seiner Arbeit Einleitung in die Dogmatik promoviert. 1830 wurde er Dozent in Tübingen, 1832 Dozent in Basel und bald darauf außerordentlicher Professor der Philosophie in Basel. Ab 1835 war er ordinierter Professor und 1838 Rektor. An der Jahresversammlung der schweizerischen naturforschenden Gesellschaft von 1838 in Basel vertrat er rassistische Positionen.

## Werke (Auswahl)
- Einleitung in die Dogmatik, Promotionsschrift, 1828
- Von der Natur  und  dem  Leben  der  Körperwelt,  oder  Philosophische  Physik, Tübingen 1832
- Ueber den Sitz der Seele, Leipzig 1833
- Lehrbuch der Psychologie für akademische Vorlesungen und Gymnasialvorträge, Basel 1838
- Der Somnambulismus, 3 Bde., 1838 f.
- Basler Hexenprozesse im 16ten und 17ten Jahrhundert, Basel 1840
- Ueber die Entstehungszeit und den Meister des Großbasler-Todtentanzes. Basel 1850. Auch in: Festschrift zur Einweihung des Museums in Basel am 26. November 1849. Schweighauser, Basel 1849.
- Paracelsus in Basel, Basel 1854